# Remember Us to Life
Remember Us to Life é o sétimo álbum de estúdio da cantora, compositora e produtora russo-americana Regina Spektor, lançado em 30 de setembro de 2016. O primeiro single do álbum, a faixa "Bleeding Heart", foi disponibilizada gratuitamente via SoundCloud em julho de 2016.

## Faixas
| N.º            | Título                                            | Duração |  |
| 1.             | "Bleeding Heart"                                  | 3:58    |  |
| 2.             | "Older and Taller"                                | 3:56    |  |
| 3.             | "Grand Hotel"                                     | 3:04    |  |
| 4.             | "Small Bill$"                                     | 3:33    |  |
| 5.             | "Black and White"                                 | 3:49    |  |
| 6.             | "The Light"                                       | 4:56    |  |
| 7.             | "The Trapper and the Furrier"                     | 4:24    |  |
| 8.             | "Tornadoland"                                     | 3:48    |  |
| 9.             | "Obsolete"                                        | 6:37    |  |
| 10.            | "Sellers of Flowers"                              | 4:00    |  |
| 11.            | "The Visit"                                       | 4:24    |  |
| 12.            | "New Year (bônus)"                                | 5:28    |  |
| 13.            | "The One Who Stayed and the One Who Left (bônus)" | 4:58    |  |
| 14.            | "End of Thought (bônus)"                          | 3:19    |  |
| Duração total: | Duração total:                                    | 60:14   |  |